# Nocturnes (Debussy)
Nocturnes, L. 91, CD.98, a volte Trois Nocturnes o Tre Notturni, è una composizione impressionista, in tre movimenti, per coro femminile e orchestra di Claude Debussy, scritta tra il 1897 e il 1899. Si basa su poesie tratte dai Poèmes anciens et romanesques di Henri de Régnier del 1890

## Composizione

### Trois Scènes au Crépuscule
Basandosi su commenti in varie lettere di Debussy e nella biografia di Leon Vallas, si è generalmente ipotizzato che la composizione dei Notturni iniziò nel 1892 con il titolo Trois Scènes au Crépuscule (Tre scene al crepuscolo), un trittico orchestrale. Tuttavia la mancanza dei manoscritti originali rende impossibile determinare se tali opere fossero veramente legate ai Nocturnes.
Trois Scènes au Crépuscule fu ispirato da dieci poesie di Henri de Régnier intitolate Poèmes anciens et romanesques (pubblicate nel 1890). Régnier era un poeta simbolista e le sue poesie contengono immagini vivide e associazioni di idee oniriche. In una lettera a Jacques Durand il 3 settembre 1907, Debussy scrive "Sono sempre più convinto che la musica, per sua stessa natura, è qualcosa che non può essere proiettata in una forma tradizionale e fissa. È fatta di colori e ritmi "; trovò materiale adatto nelle immagini di queste poesie. (pag. 127)
Debussy potrebbe aver iniziato a creare questo lavoro per uno spettacolo previsto a New York, promosso e sponsorizzato dal principe André Poniatowski, un banchiere e scrittore e un confidente al quale Debussy si rivolgeva spesso in lunghe lettere.  L'esibizione di New York consisteva nella première della Fantaisie per pianoforte e orchestra, completata da Debussy nel 1890, un'opera in forma classica, tradizione da cui Debussy, nei successivi due anni, si sarebbe musicalmente allontanato; la Fantaisie non fu mai eseguita o pubblicata nel corso della sua vita a causa delle divergenze insorte con Vincent d'Indy che avrebbe dovuto dirigerla nella prima esecuzione a Parigi. Anche il suo poema lirico La Damoiselle élue, di quattro anni prima, non era ancora stato eseguito; le Scènes au crépuscule, che Debussy disse al Principe che erano "praticamente finite", in realtà erano state solo abbozzate e mancava totalmente l'orchestrazione. L'accordo per i concerti americani fallì.
Debussy stava già lavorando con difficoltà alla sua opera Rodrigue et Chimène, tratta da El Cid; si disse che alla fine distrusse la sua partitura completa perché sentiva di non poter più scrivere "quel tipo di musica" in "quel tipo di letteratura", ma probabilmente egli semplicemente nascose il suo lavoro che è rimasto in collezioni private. La partitura, in possesso di Gabrielle Dupont, fu in seguito acquistata da Alfred Cortot.
Il musicista aveva iniziato anche una composizione orchestrale ispirata a un poema del poeta simbolista, Stéphane Mallarmé, intitolato L'après-midi d'un faune, che era più in linea con il nuovo stile musicale e l'ispirazione che cercava Debussy. Aveva infatti chiesto a Henri de Régnier, uno stretto collaboratore di Mallarmé, di informare quest'ultimo del suo interesse nel tradurre le sue poesie in un nuovo tipo di espressione musicale. Mallarmé si oppose con veemenza alla giustapposizione di poesia e musica ed era fortemente contrario all'idea compositiva di Debussy, ma dopo aver ascoltato il Prélude completo basato sul suo primo poema, Debussy evidentemente gli aveva fatto cambiare completamente opinione, tanto da esprimere il suo stupore, in una profusione di elogi ed ammirazione in una lettera personale al compositore.

### TreNocturnesper violino solista e orchestra separata

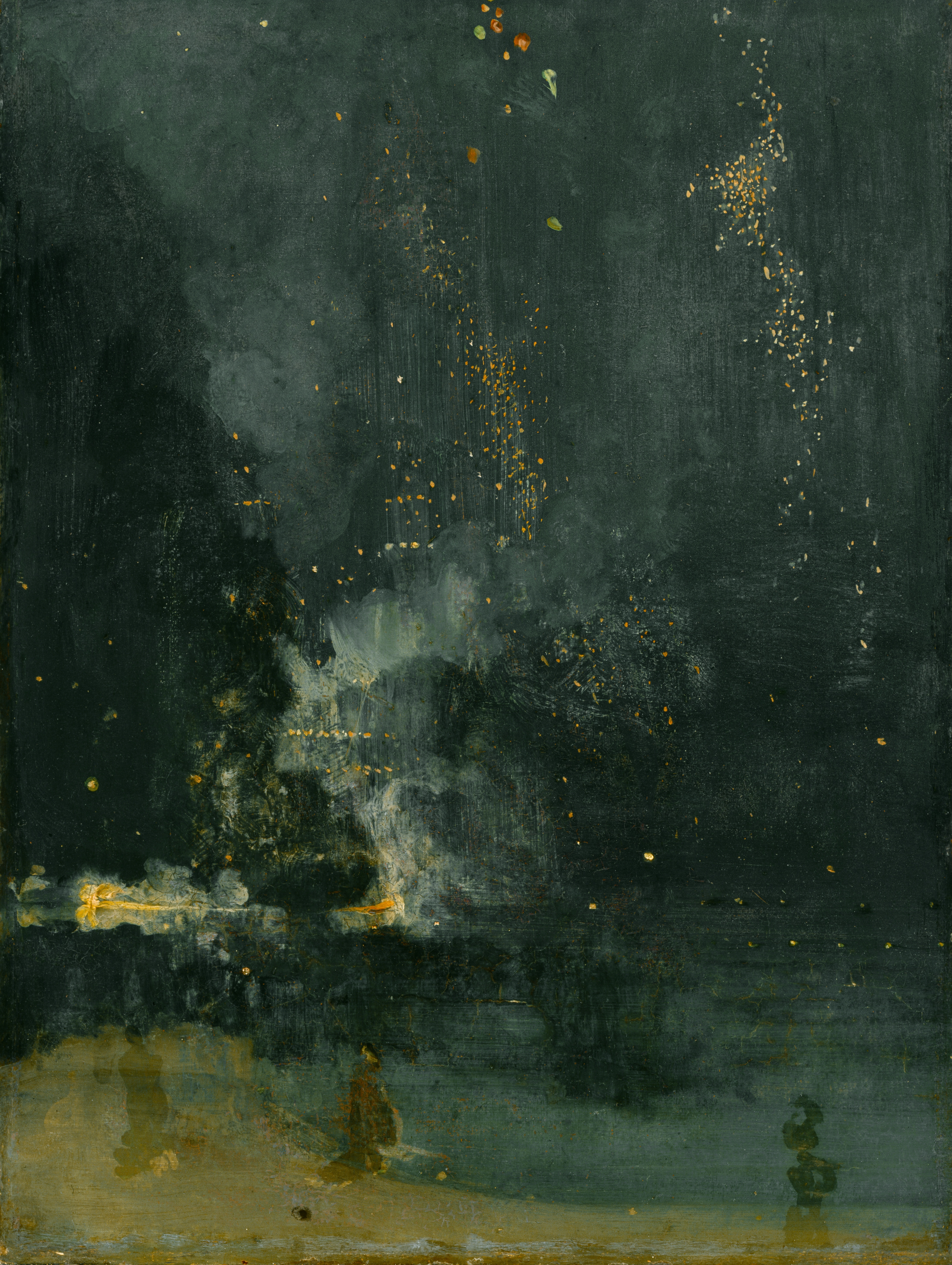
Nocturne in Black and Gold - The Falling Rocket da una serie di dipinti impressionisti di Whistler

Nel frattempo le Scènes au crépuscule di Debussy, su versi di Régnier, furono finalmente completate con lo spartito per pianoforte nel 1893, ma prima che Debussy avesse la possibilità di orchestrarle, partecipò alla prima esecuzione del suo Quartetto d'archi in sol minore a dicembre, tenuto dallo Ysaÿe Quartet, diretto dal virtuoso di violino belga Eugène Ysaÿe. Debussy fu colpito e lusingato dall'interesse di Ysaÿe per la sua musica e decise di riscrivere le sue Scènes au crépuscule come un brano per violino solista e orchestra.
Nel 1894, dopo aver completato il primo movimento del suo trittico di Mallarmé, intitolato Prélude à l'après-midi d'un faune, iniziò la ricomposizione delle Scènes au crépuscule, in un nuovo stile ispirato, riintitolando la nuova versione Nocturnes, rifacendosi a una serie di dipinti con lo stesso nome di James McNeill Whistler, che all'epoca viveva a Parigi.
A settembre descrisse la musica di Ysaÿe come "un esperimento nelle diverse combinazioni che si possono ottenere con un solo colore: come sarebbe uno studio in grigio nella pittura". Il dipinto più famoso di Whistler era un ritratto di sua madre intitolato Arrangement in Grey and Black No. 1. Debussy scrisse la parte orchestrale del primo dei tre brani solo per archi, il secondo per solo tre flauti, quattro corni, tre trombe e due arpe e la terza per i due raggruppamenti insieme. La prima versione dei Nocturnes sembra essere l'unica descritta; in seguito abbandonò l'idea dell'arrangiamento per violino solista, non essendo stato in grado di convincere Ysaÿe a suonare.
In seguito all'abbandono di Rodrigue et Chimène nel 1893, Debussy iniziò immediatamente a lavorare a un'opera più di suo gusto, Pelléas et Mélisande, che lo occupò con non poche difficoltà nei successivi nove anni, fino alla sua prima esecuzione il 30 aprile 1902.  Così fu soltanto nel 1896 che informò Ysaÿe che la musica per i Nocturnes era praticamente completa e voleva ancora che Ysaÿe suonasse la parte del violino solista.
Nel 1897, Debussy aveva deciso di rinunciare a una parte di violino solista e ai gruppi orchestrali e di scrivere semplicemente tutti e tre i movimenti per orchestra piena. Lavorò per i successivi due anni ai Nocturnes e una volta confessò al suo amico e benefattore, l'editore Georges Hartmann, che trovava più difficile comporre questi tre notturni orchestrali che un'opera in cinque atti. Volendo eguagliare la sensazione causata dal successo del pezzo Prélude à l'après-midi d'un faune si indirizzò verso un perfezionismo eccessivo con i Nocturnes. Dopo aver lavorato sulla composizione per ben sette anni, rivedendola costantemente e cambiando la sua struttura più volte, si aspettava che fosse all'altezza delle sue grandiose vedute d'avanguardia: "Adoro la musica con passione e poiché la adoro cerco di liberarla dalle sterili tradizioni che la soffocano". Diceva: "È un'arte libera, che sgorga prorompente, un'arte a cielo aperto, un'arte sconfinata come gli elementi, il vento, il cielo, il mare! non deve mai essere chiusa e diventare un'arte accademica".

### Completamento e ulteriore revisione
Una partitura completa del manoscritto dei Nocturnes fu firmata con la data di completamento del 15 dicembre 1899. Il manoscritto porta una dedica a Georges Hartmann, che aveva sostenuto finanziariamente Debussy a partire dal 1894. Fu pubblicato sotto contratto con l'editore di Hartmann, con la sigla editoriale Eugène Fromont nel 1900. Purtroppo la partitura stampata conteneva dozzine di errori.
I primi due movimenti, Nuages e Fêtes, furono eseguiti in anteprima il 9 dicembre 1900 a Parigi dall'Orchestra Lamoureux diretta da Camille Chevillard. Il terzo movimento Sirènes non poté essere messo in scena perché il coro femminile necessario per esso non era disponibile.
L'intero lavoro fu presentato per la prima volta dalla stessa orchestra e direttore il 27 ottobre 1901. Sebbene queste esecuzioni iniziali avessero ricevuto un'accoglienza fredda da parte del pubblico, furono accolte in modo più positivo dagli altri musicisti. Una recensione di Pierre de Bréville nel Mercure de France fu tradotta nel modo seguente: "È musica pura, concepita oltre i limiti della realtà, nel mondo dei sogni, tra l'architettura sempre in movimento che Dio costruisce con le nebbie, le meravigliose creazioni dei regni impalpabili ".
Per diversi anni dopo la loro pubblicazione, quasi fino al giorno della sua morte, Debussy continuò a modificare la composizione, inizialmente apportando correzioni a dozzine di errori nella sua copia della partitura pubblicata, ma poi passando ad adeguare piccoli passaggi e infine a rivedere fondamentalmente l'orchestrazione.
Due di queste partiture esistono ancora, con i cambiamenti di Debussy in diversi colori di matite e inchiostri, e spesso questi cambiamenti sono versioni contraddittorie o semplicemente alternative. Come disse Debussy al direttore Ernest Ansermet quando quest'ultimo gli chiese quali fossero quelle giuste: "Non ne sono davvero sicuro; sono tutte possibilità. Prendi questa partitura con te e usa quello che ti piace".
Debussy continuò a modificare la composizione proprio come aveva fatto per i sette anni precedenti la sua pubblicazione, a volte semplicemente non soddisfatto o a volte pensando a un nuovo esperimento nel suono, una nuova combinazione di colori di timbri strumentali che non aveva ancora sentito. Molti di questi cambiamenti furono infine incorporati in una "versione definitiva" pubblicata nel 1930 da Jobert. Questa versione è quella ancora eseguita oggi.
Una versione completa, che si rifà alle molte altre "possibilità" di Debussy, fu pubblicata nel 1999 da Durand, edita e annotata da Denis Herlin. Un recensore afferma "in questa nuova edizione critica delle Œuvres de Debussy completa, tutte le domande più importanti riguardanti l'istituzione di un testo dei Nocturnes per l'esecuzione pratica sono state risolte con sicurezza". Herlin ha accuratamente ripercorso e analizzato quattro stampe dei Nocturnes di Fromont, terminando nel 1922; esistono partiture multiple di Jean Jobert tra il 1922 e il 1930. Versioni multiple di una partitura pesantemente rivista da Jobert appaiono tra il 1930 e il 1964; un'edizione del 1977 di Peters di Lipsia e una partitura di studio di Durand.
I Nocturnes furono eseguiti come balletto nel maggio del 1913, con Loïe Fuller che ballava. I Nocturnes sono considerati una delle opere più accessibili e popolari di Debussy, ammirati per la loro bellezza e perché aprono ancora a nuove possibilità di interpretazione e stupiscono anche dopo ripetuti ascolti.

## Movimenti
Ci sono tre movimenti, ognuno con un titolo descrittivo. L'intero lavoro dura circa 25 minuti. Debussy scrisse una "nota introduttiva" per i Nocturnes e per ciascuno dei singoli movimenti, stampata nel programma per la prima esecuzione completa del 1901:

### I.Nuages

Accordi di settima paralleli

#### Strumentazione
- 2 flauti, 2 oboi, corno inglese, 2 clarinetti (soprano) in si bemolle, 3 fagotti;
- 4 corni (francesi) a pistoni in fa;
- 2 timpani in si e re, arpa;
- archi: 1° e 2° violino, viole, violoncelli, contrabbassi.

#### Segnature di tempo
Modéré – Un peu animé – Tempo I – Plus lent – Encore plus lent.

#### Note

Tema

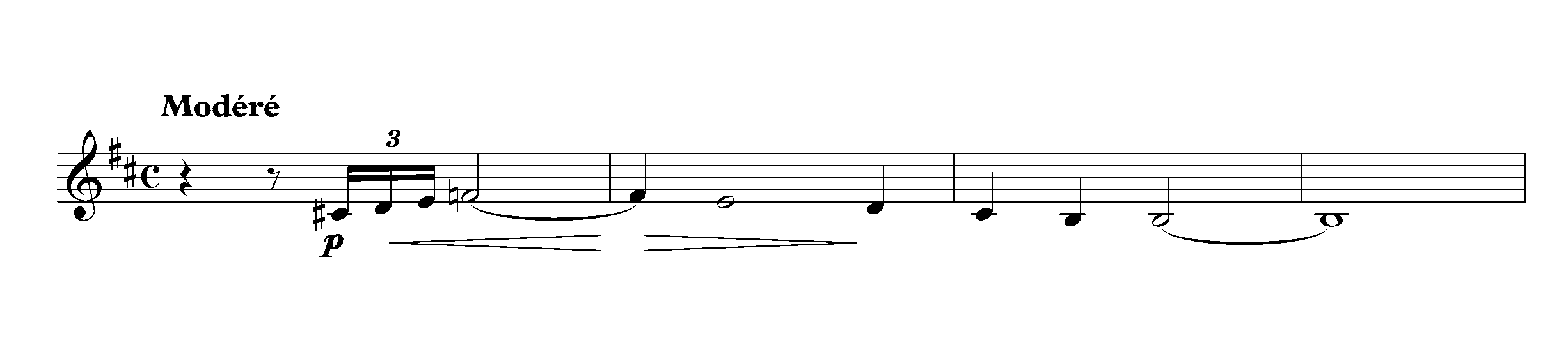
Melodia Corno inglese, battute 5-8

Elementi cromatici
Elementi pentatonici
Uso della dissonanza

### II.Fêtes

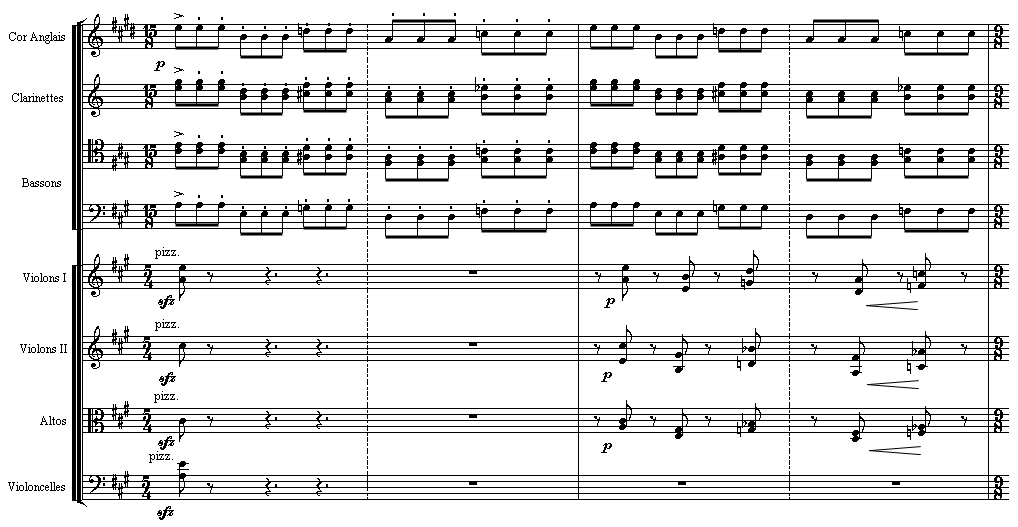
Fêtes usa il tempo di

#### Strumentazione
- 3 flauti, 2 oboi, corno inglese, 2 clarinetti (soprano) in si bemolle, 3 fagotti;
- 4 corni (francesi) a pistoni in fa, 3 trombe a pistoni in fa, 3 tromboni, tuba;
- 2 arpe, 3 timpani in re bemolle, la e mi, piatti, rullante;
- archi: 1° e 2° violino, viole, violoncelli, contrabbassi.

#### Segnature di tempo
Animé et très rythmé – Un peu plus animé – Modéré (mais toujours très rythmé) – Tempo I – De plus en plus sonore et en serrant le mouvement – Même Mouvement.

### III.Sirènes

#### Strumentazione
- 3 flauti, oboe, corno inglese, clarinetti in la, 3 fagotti;
- 4 corni (francesi) a pistoni in fa, 3 trombe in fa;
- 2 arpe;
- coro femminile: 8 soprani, 8 mezzosoprani;
- archi: 1° e 2° violini, viole, violoncelli, contrabbassi.

#### Segnature di tempo
Modérément animé – Un peu plus lent – En animant, surtout dans l’expression – Revenir progressivement au Tempo I – En augmentant peu à peu – Tempo I – Plus lent et en retenant jusqu’à la fin.

## Whistler e Debussy
Il biografo di Debussy, Léon Vallas, ha affermato che la descrizione di Debussy del movimento delle Sirene gli ricordava Harmonies in blue and silver di James Abbott McNeill Whistler, affermando che "Il pittore era uno dei preferiti di Debussy e la loro arte è stata spesso confrontata". Le due furono influenze reciproche, con Whistler che prendeva in prestito dal vocabolario musicale per dare un nome alle sue foto, mentre Debussy sceglieva i termini del pittore per intitolare le sue composizioni.

Harmonies in blue and silver
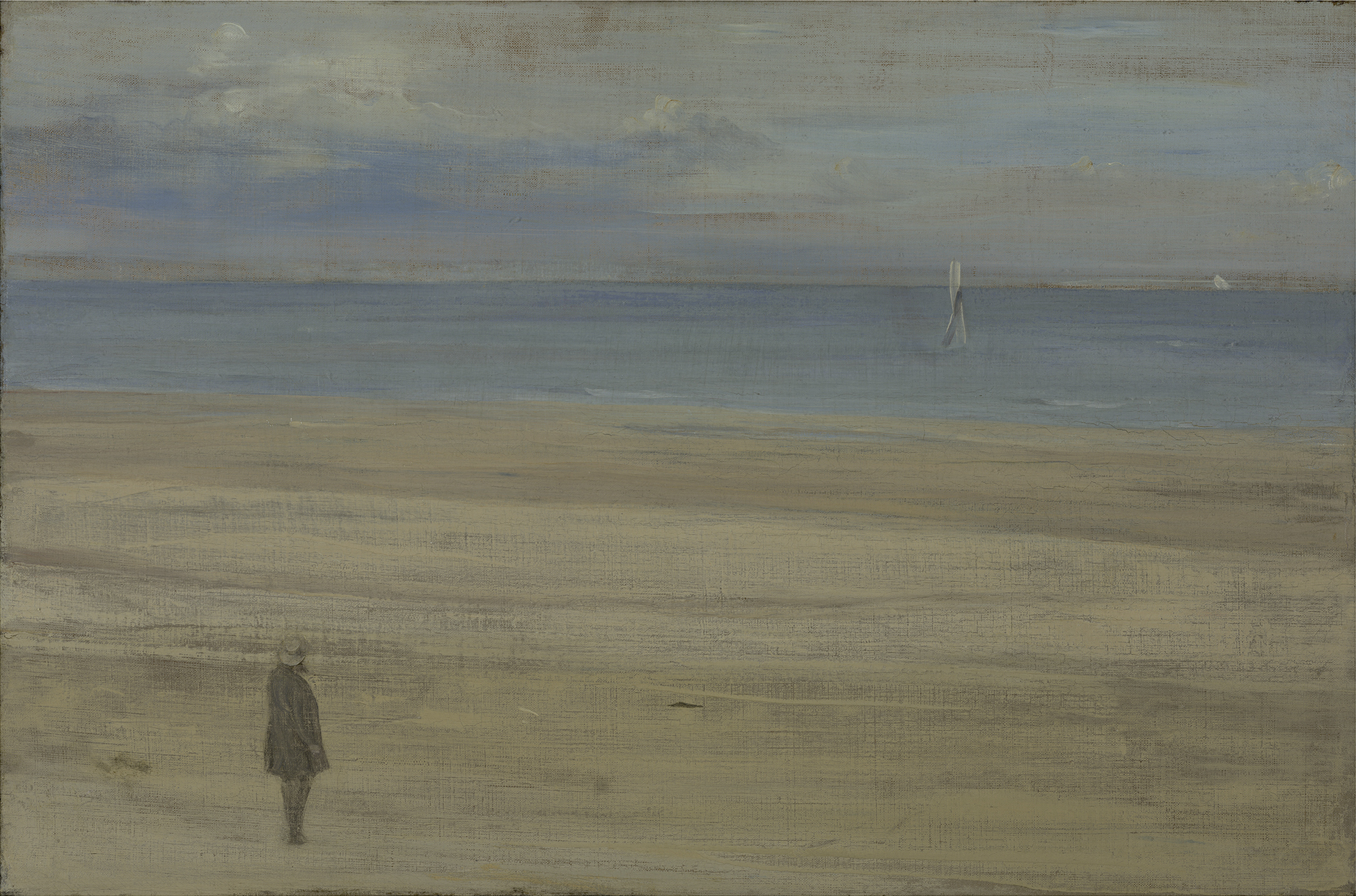
Harmony in blue and silver: Trouville
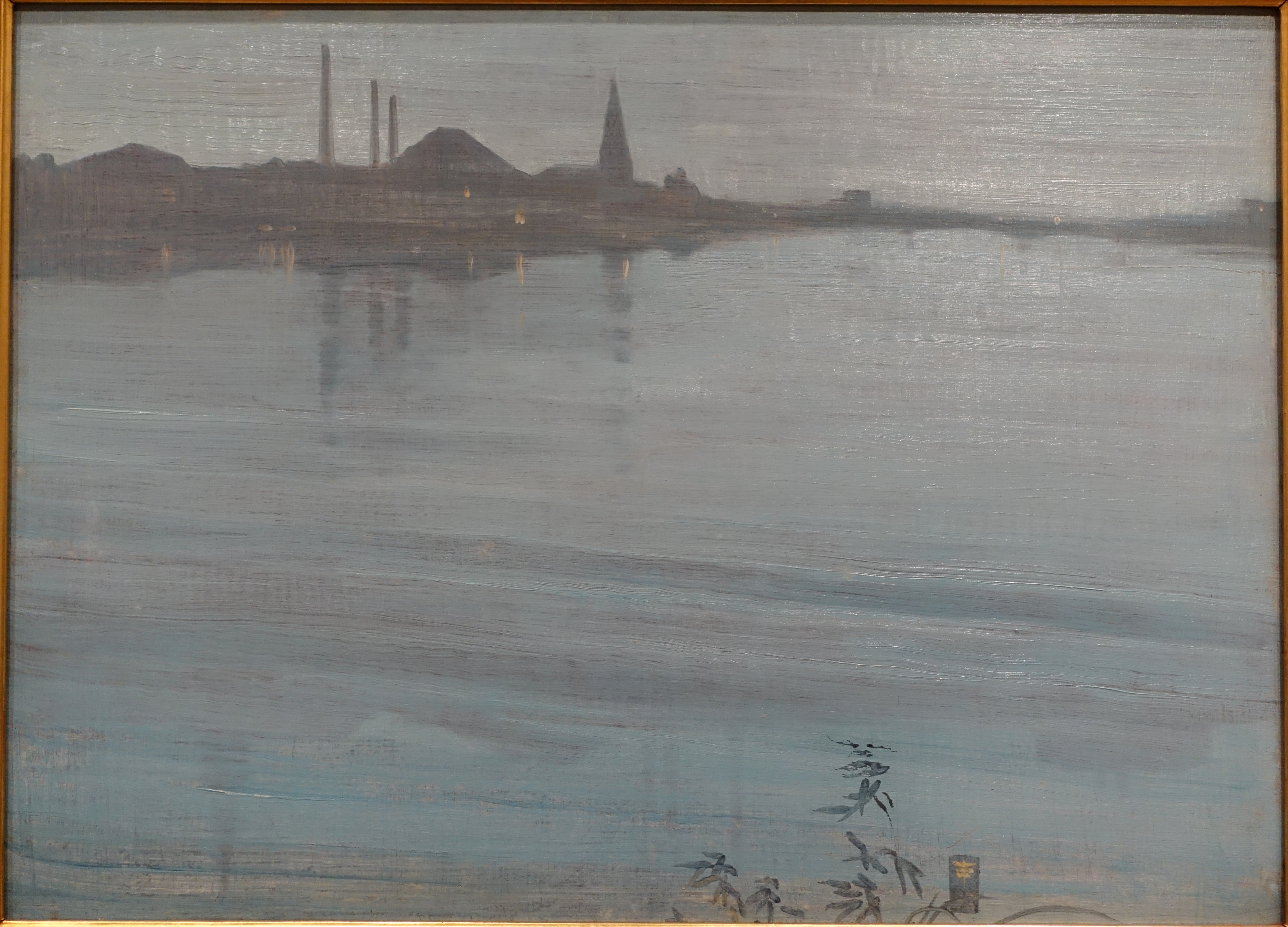
Notturno: Blu e Argento
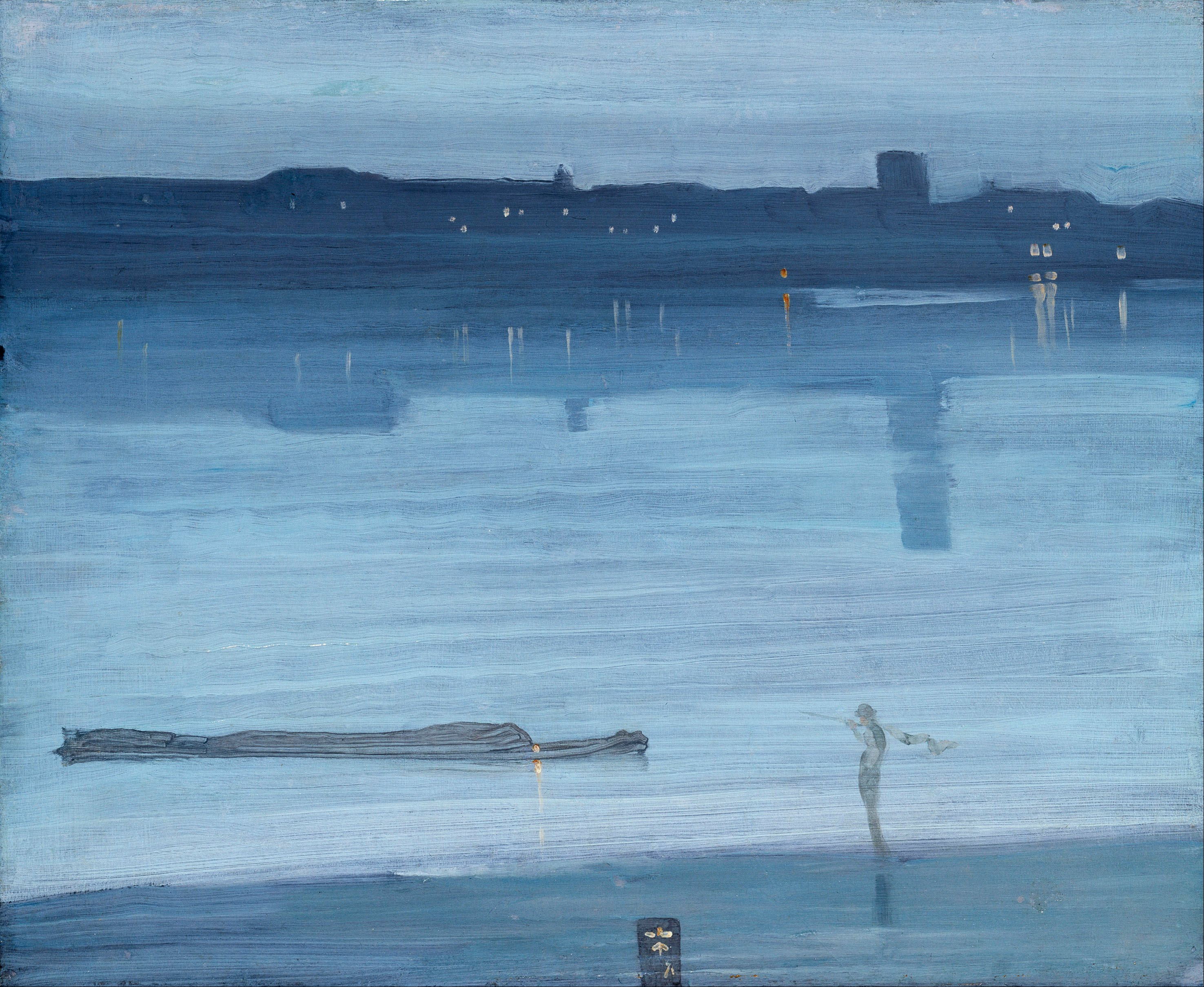
Notturno: Blu e Argento – Chelsea
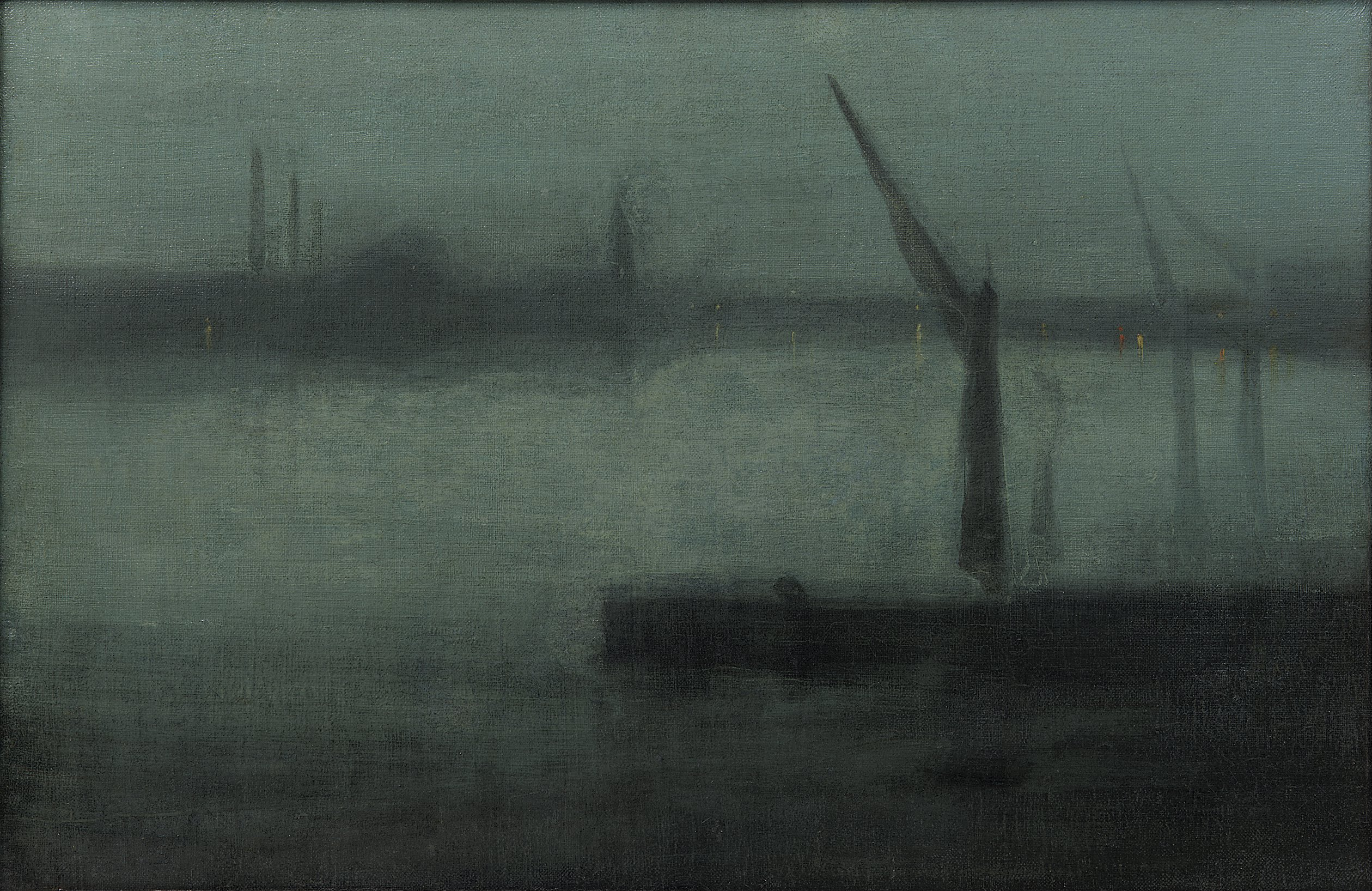
Notturno: Blu e Argento – Battersea Reach
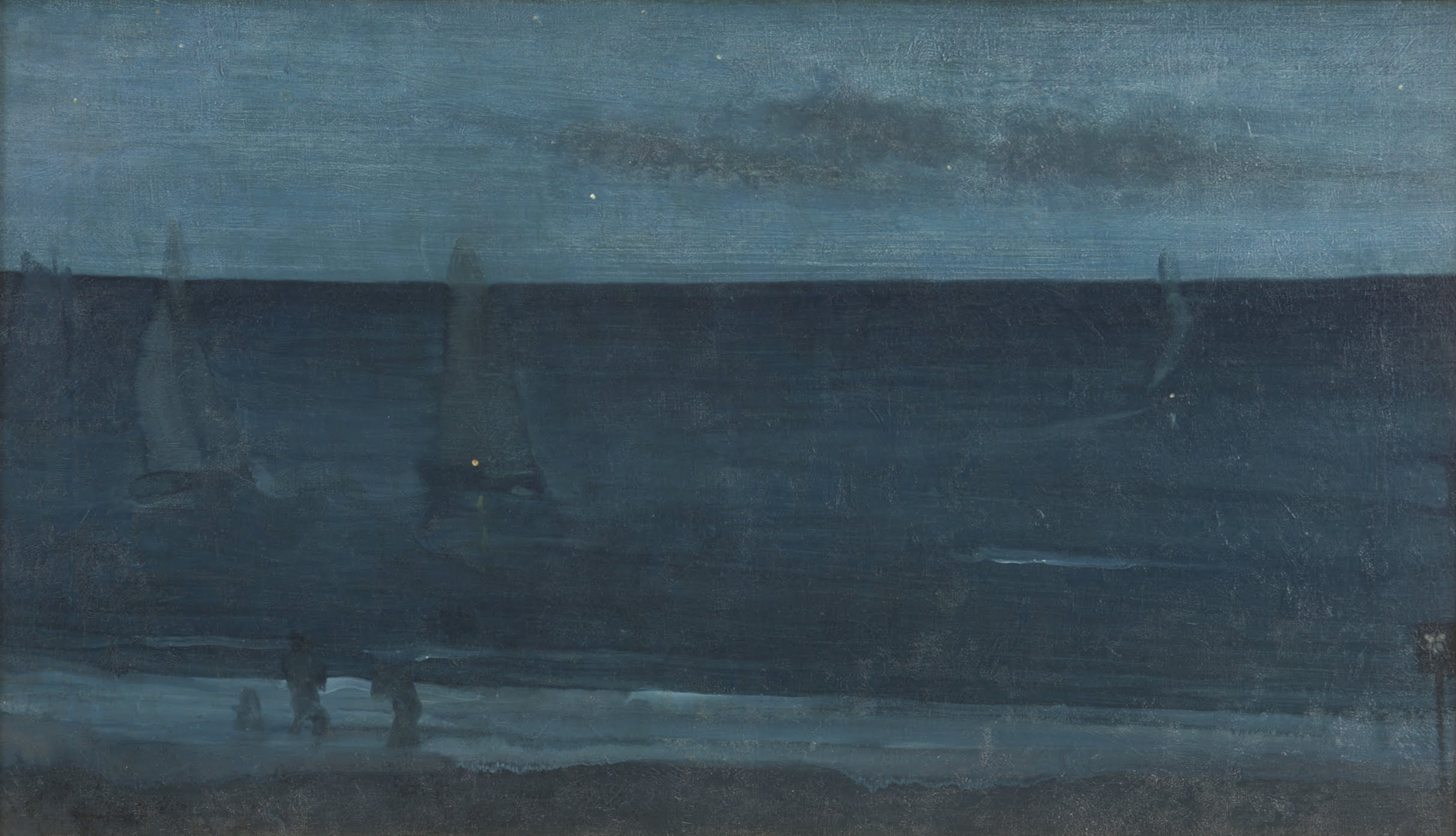
Notturno: Blu e Argento – Bognor
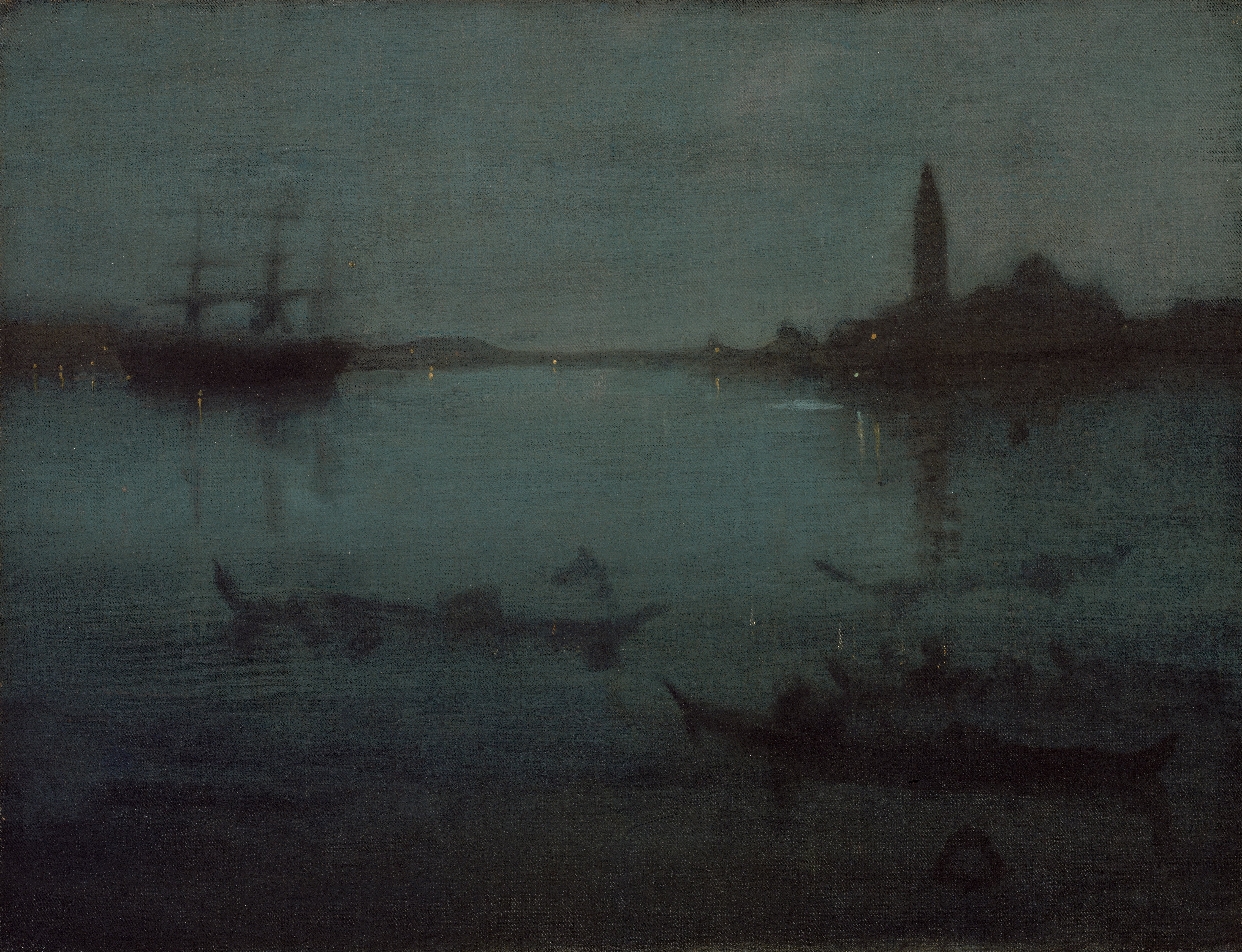
Notturno: Blu e Argento – La Laguna di Venezia
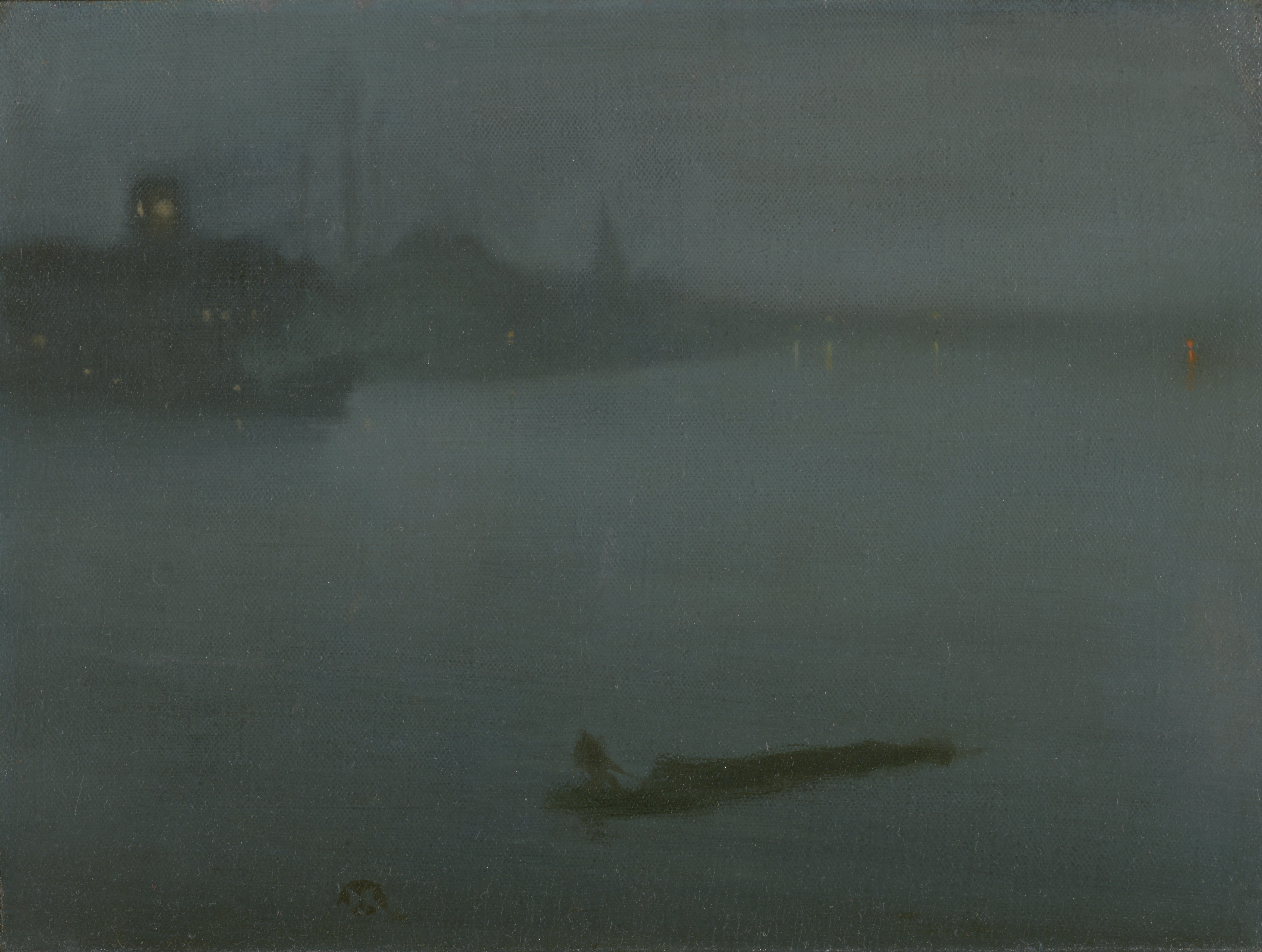
Notturno: Blu e Argento

## Arrangiamenti
Il lavoro completo fu trascritto nel 1910 per due pianoforti da Maurice Ravel e Raoul Bardac (allievo e figliastro di Debussy) e fu eseguito per la prima volta nel 1911. Fêtes fu arrangiato per pianoforte solista dal pianista inglese Leonard Borwick e l'arrangiamento fu inciso da Ėmil' Grigor'evič Gilel's, tra gli altri. Fêtes è stato anche trascritto per un grande ensemble sinfonico di fiati da Merlin Patterson e William Schaefer.